# Битва за Кюрдамир
Битва за Кюрдамир (азерб. Kürdəmir döyüşləri) — боевые действия 7—10 июля 1918 года за село Кюрдамир Геокчайского уезда Бакинской губернии в Азербайджане, станцию Закавказской железной дороги, важнейший стратегический пункт на пути к Баку. 10 июля, после трёхдневных боёв с частями Кавказской исламской армии, наступавшими на Баку, части Кавказской Красной армии Бакинской коммуны оставили Кюрдамир.

## Предыстория
В результате Октябрьской революции 1917 года к власти пришли большевики и началась гражданская война на территории бывшей Российской империи. К середине марта в распоряжении Бакинского Совета под председательством Степана Шаумяна было около 6 тысяч вооружённых рабочих и солдат. В марте — начале апреля 1918 года Бакинский Совет при поддержке вооружённых отрядов армянской националистической партии «Дашнакцутюн» в результате кровопролитных мартовских событий (подавления вооружённого выступления мусаватистов 30 марта — 1 апреля) утвердил свою власть в Баку. При этом в Баку и различных населённых пунктах Бакинской губернии было вырезано более 12 000 мусульман. 25 апреля 1918 года образовалась Бакинская коммуна.
28 мая 1918 года в Тифлисе была провозглашена Азербайджанская Демократическая Республика (АДР), председателем правительства которой стал Фатали Хан Хойский.
В июне 1918 года был подписан договор о дружбе между Азербайджанской Демократической Республикой и Османской империей, по которому Османская империя обязывалась оказывать помощь вооружённой силой правительству Азербайджанской Демократической Республики «для обеспечения порядка и безопасности в стране». 16 июня члены Национального совета Азербайджана и правительство Азербайджанской Демократической Республики переехали из Тифлиса в Гянджу.
7—10 апреля 1918 года у станции Хырдалан произошли ожесточенные бои между отрядом имама Нажмудина Гоцинского, наступавшим с севера на Баку, и Кавказской Красной Армией Бакинской коммуны. 10 апреля отряды Гоцинского вынуждены были отступить в Дербент. 21 апреля 1918 года части Кавказской Красной Армии Бакинской коммуны разгромили у Аджикабула мусаватистов, наступающих на Баку. После подавления вооружённого выступления мусаватистов советская власть победила в Шемахе, Сальяне, Ленкорани, Губе и некоторых других районах Азербайджана.
10 июня 1918 года Кавказская исламская армия начала наступление из Гянджи в трёх направлениях: северном (Кубинско-Дагестанском), южном (Ленкоранско-Астаринско-Сальянском) и центральном (Кюрдаминрско-Геокчайском). 10 июня Кавказская Красная Армия начала наступление вдоль Закавказской железной дороги в Кюрдаминрско-Геокчайском направлении. 11 июня Кавказская Красная Армия заняла станцию Сагиры, 12 июня с боем — Кюрдамир. В боях под Геокчаем 27 июня — 1 июля 1918 года Кавказская исламская армия под командованием Нури-паши разбила части Кавказской Красной армии Бакинской коммуны и военная инициатива полностью отошла к турецко-азербайджанским войскам. Части Кавказской Красной армии Бакинской коммуны отступили к Карамарьяну (Гарамарьяму). 2 июля части Кавказской Красной армии Бакинской коммуны оставили Ахсу.

## Силы сторон
Кавказская исламская армия была сформирована турецким военачальником Нури-пашой в Гяндже в мае—июне 1918 года. Её костяк составили турецкие 5-я Кавказская и 15-я Чанахгалинская пехотные дивизии. Кавказская исламская армия состояла из около 13 тысяч человек и 40 орудий.
На Кюрдамирском направлении действовали азербайджанские войска под командованием Генерального штаба полковника Габиб-бека Салимова, а также Азербайджанский конный отряд в составе 150 аскеров.
В апреле—мае 1918 года была сформирована Кавказская Красная Армия (ККА) Бакинской коммуны, которой руководил Григорий Корганов. Кавказская Красная Армия состояла из около 18 тысяч человек и 19 орудий.
5 июля из Энзели в Алят прибыл морем на бакинских пароходах отряд Бичерахова . На 2 июля отряд состоял из 880 казаков. Из Москвы прибыл отряд бронеавтомобилей (броневиков). 7 июля отряд Бичерахова по Закавказской железной дороге прибыл в Кюрдамир.

## Наступление на Кюрдамир
7 июля Кавказская исламская армия начала наступление на Кюрдамир. В телеграмме Степан Шаумян сообщал Сталину, находившемуся в Царицыне: «7 июля на Кюрдамирском фронте противник перешёл в наступление, стараясь охватить Кюрдамир, но после 12-часового боя был отброшен, причём понёс большие потери. В бою участвовал бичераховский отряд, броневики. Наши потери невелики.» Сталин в письме 8 июля инструктировал Шаумяна: «Ваши успехи радуют нас, но мы хотели, чтобы, во избежания осложнений с немцами, вы не пошли дальше Елизаветполя, т. е. не вторгались бы в пределы Грузии, независимость которой официально признана Германией.»
8—9 июля 5-я Кавказская пехотная дивизия под командованием Мюрселя-паши снова атаковала Кюрдамир, но была отбита.
2 броневика были подбиты огнём турецкой артиллерии. После трёхдневных боёв турецкие войска прорвали фронт к северу и югу от Кюрдамира и обошли фланг частей Кавказской Красной армии Бакинской коммуны. 10 июля части Кавказской Красной армии Бакинской коммуны оставили Кюрдамир.
Советские историки причиной поражения называли превосходство в силе турецких и мусаватиских войск и результат «дезорганизаторской деятельности дашнакско-эсеро-меньшевистских предателей».

## Последствия
Отступившие части Кавказской Красной армии Бакинской коммуны заняли позиции у железнодорожной станции Каррар (Керар), расположенной в 72 километрах к северо-востоку от Кюрдамира. 14 июля Кавказская исламская армия заняла Керар. 31 июля советская власть в Баку пала. 5 августа Кавказская исламская армия подошла к Баку. 15 сентября Кавказская исламская армия заняла Баку.